# Anton Schimser

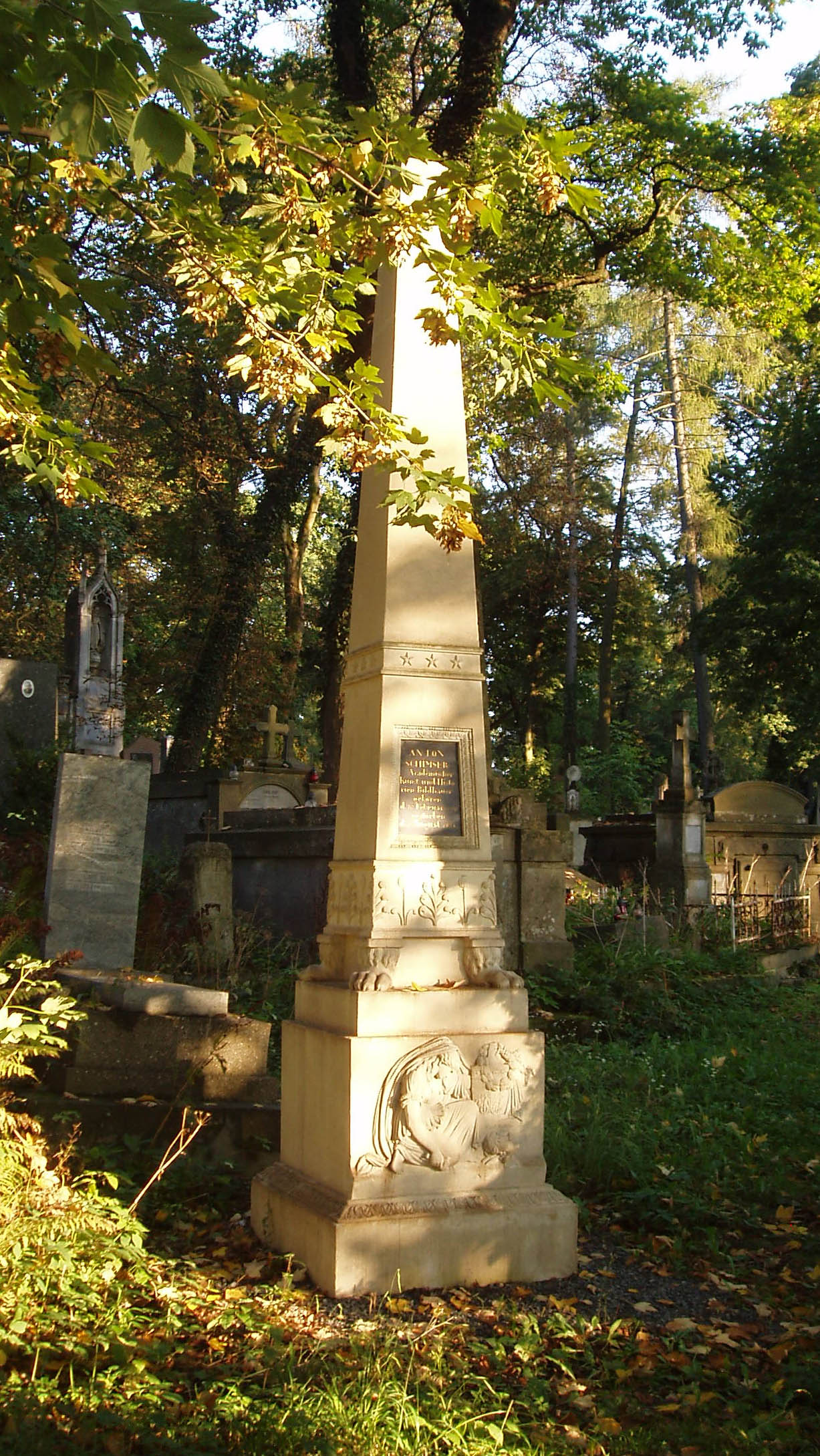
Grobowiec Antona Schimsera na Cmentarzu Łyczakowskim

Anton Schimser (ur. 19 lutego 1790 w Wiedniu, zm. 5 sierpnia 1838 we Lwowie) – austriacki rzeźbiarz, założyciel rodu lwowskich kamieniarzy Schimserów.
Anton Schimser (1790–1838) przybył do Lwowa w roku 1812, jego brat Johann Baptist (1793–1856) w roku 1826, a po śmierci Johanna rodzinną firmę przejął jego syn Leopold (1833–1888) zaś po jego śmierci małżonka Wiktoria Schimser (1838–1908).
Anton Schimser studiował w Akademii Sztuk Pięknych w Wiedniu oraz w Akademii Sztuk Pięknych w Paryżu. Po ukończeniu studiów przebywał w Rzymie i Bratysławie. W jego sztuce są widoczne wpływy twórczości Antonia Canovy.
W roku 1812 zamieszkał na stałe we Lwowie, gdzie założył pracownię rzeźbiarską, w której pracował najpierw sam, potem z bratem Johannem. Od roku 1820 współpracował z rzeźbiarzem Hartmanem Witwerem (1774–1825).
Zajmował się rzeźbą nagrobną, głównie na Cmentarzu Łyczakowskim, ale też na cmentarzach w okolicach Lwowa, oraz wystrojem rzeźbiarskim lwowskich kamienic i budynków użyteczności publicznej.
W roku 1833 bezskutecznie ubiegał się o stanowisko wykładowcy rzeźby w krakowskiej Akademii Sztuk Pięknych.

## Nagrobki na Cmentarzu Łyczakowskim
- Grobowiec rodzin Breuerów, Tränklów i Weiglów składa się z trzech naturalnej wielkości postaci, stojących obok cokołu z urną.
- Grobowiec Julianny Nevather z Schabingerów przedstawia boginię nocy zdejmującą młodej kobiecie gwiaździstą koronę, obok stoi geniusz śmierci z gałęzią palmową.
- Na grobowcu Marii Chaudoir bóg Hypnos trzyma gasnącą pochodnię.
- Grobowiec Amelii Gołębskiej przedstawia mężczyznę, trzymającego za rękę dziewczynkę – męża i córkę zmarłej młodo kobiety – stojących obok urny z prochami.
- Na nagrobku Stanisława Zarwańskiego znajduje się geniusz śmierci z gasnąca pochodnią.
- Na nagrobku Sophii z Schartelów Siegel kobieta z przymkniętymi oczami stoi ze złożonymi dłońmi.
- Na nagrobku Antona Edmunda Kriegshabera widnieje klęcząca kobieta z uniesionymi w modlitwie rękami.
- Nagrobek Joanny z Ruszkowskich Bagghofwund wykonany jest w kształcie sarkofagu, którego trzy strony wypełniają płaskorzeźby, przedstawiające alegorie pobożności i miłości oraz dwa anioły z wieńcem uplecionym z kwiatów. Czwartą stronę sarkofagu wypełnia tekst epitafium.
- Nagrobek Jana Hausnera juniora jest stelą w kształcie trapezu, przypomina nagrobek Stuartów w bazylice św. Piotra w Rzymie autorstwa Antonio Canovy. Stela pokryta jest płaskorzeźbami figuralnymi, u góry widnieje uskrzydlona kula – symbol kupiectwa.
- Nagrobek Jana Hausnera seniora ma kształt arki przymierza strzeżonej przez cztery postacie cherubinów. Na niej stoi urna z płaskorzeźbami łabędzi.
- Nagrobek gubernatora Galicji i Lodomerii Franza von Hauera ma kształt egipskiego portalu, strzeżonego przez dwa lwy. Nagrobek jest prawdopodobnie wzorowany na nagrobku papieża Klemensa XIII autorstwa Canovy w bazylice św. Piotra w Rzymie.
- W grobowcu Hoffmanów i Voglów spoczywa m.in. Georg Hoffmann, właściciel Hotelu George.

Grobowiec składa się z czterech pomników figuralnych: obelisku z płaskorzeźbą tańczących geniuszy, obelisku z postacią leżącej kobiety i trzech modlących się dziewcząt, wnęką z postacią skrzydlatego geniusza wieńczącego urnę oraz żałobnicy siedzącej obok urny.
- Nagrobek Rozalii z Grossów-Rypińskich Mieleniewskiej przedstawia mężczyznę z tarczą herbową stojącego obok kolumny niosącej urnę. Płaskorzeźba na cokole przedstawia sześć dziewcząt stojących przy trumnie i niemowlę, prawdopodobnie sieroty po zmarłej.

## Wystrój kamienic i obiektów użyteczności publicznej
- Cykl płaskorzeźb na budynku Towarzystwa Kredytowego (1821–1822)
- Wystrój fasady i wnętrz Biblioteki im. Baworowskich przy ul. Bibliotecznej 2 (d. Baworowskich)
- Wystrój pałacu Chołoniewskich przy ul. Wynnyczenka (d. Wały Gubernatorskie), 1818–1820, rozebranego w roku 1880 pod budowę gmachu Namiestnictwa Galicji
- Wystrój kamienicy przy ul. Krakowskiej 11 (1826–1828)
- Pomnik gubernatora Franza von Hauera w kościele Dominikanów (1823–1824)
- Rzeźby na elewacji pływalni wojskowej (1820, zachowane w muzeum historycznym)
- Sfinksy w tympanonie pałacyku przy ul. Zielonej 102 (1829)